# Dilithium
Le dilithium ou dimère de lithium est l'espèce chimique de formule Li2, constituée de molécules formées de deux atomes de lithium unis par une liaison covalente. Cette liaison a une longueur de 267,3 pm pour une énergie de liaison de 101 kJ·mol-1 dans une molécule libre. La longueur de la liaison est, en théorie, plus élevée lorsque le dimère est inclus dans un buckminsterfullerène (Li2@C60) : environ 329 pm.
La molécule Li2 ne se rencontre qu'en phase gazeuse, où elle constitue une petite fraction du lithium gazeux ; des agrégats de plusieurs atomes de lithium existeraient également en quantités encore plus faibles, notamment l'agrégat Li6.

## Culture populaire
- Dans l'univers de Star Trek, le dilithium est un crystal utilisé comme agent régulateur indispensable à la stabilisation des réactions antimatières dans les propulseurs des vaisseaux de Starfleet et qui a comme propriété entre autres de ne pas pouvoir être synthétisé[5].